# Ferme en pans de bois du Mesnil-Mauger
La ferme en pans de bois du Mesnil-Mauger aussi appelé Logis de la ferme de la Cour d'Enctoyère est une maison du Mesnil-Mauger.

## Localisation
L'édifice est située à 200 m de la gare au Mesnil-Mauger.

## Architecture
La ferme a été inscrite aux monuments historiques par un arrêté du 11 octobre 1930 pour les façades et les toitures. Un nouvel arrêté de protection est pris le 20 septembre 2024.